# Gerrit Grass
Gerrit Grass (bürgerlich Gerrit Grassl; * 28. Januar 1969 in München) ist ein deutscher Schauspieler.

## Leben
Gerrit Grass wurde durch die Sat.1-Pseudo-Doku K11 – Kommissare im Einsatz bekannt, in der er ab Januar 2006 einen Kriminaloberkommissar spielte. Er trat im Januar 2006 die Nachfolge von Branco Vukovic an, der die Sendung verlassen hatte. Im Oktober 2013 wurde die letzte Folge gedreht. 
Mitte der 1990er-Jahre betrieb er einen Jeans-Laden und war später bis zu seinem Einstieg bei K11 Aufnahmeleiter unter anderem bei Constantin Entertainment. Ende 2014 gründete Grass mit einem Geschäftspartner das auf Smartphone-Ladestationen spezialisierte Unternehmen Powfox GmbH in München. Im Juni 2018 schied er als Geschäftsführer aus dem Unternehmen aus.

## Filmographie
- 2006–2013: K11 – Kommissare im Einsatz (Fernsehserie, 1396 Folgen)
- 2017: Ultimate Justice (Fernsehfilm)